# Бохач, Жолт
Жольт Бо́хач (венг. Zsolt Bohács; 22 марта 1964, Сегед) — венгерский гребец-каноист, выступал за сборную Венгрии в конце 1980-х — начале 1990-х годов. Четырёхкратный чемпион мира, победитель многих регат национального и международного значения, побеждавший как в спринтерской гребле, так и в марафонской. Впоследствии известен как юрист и общественный деятель, член парламента Венгрии в 2010—2014 годах.

## Биография
Жольт Бохач родился 22 марта 1964 года в городе Сегеде. В детстве увлекался футболом, играл за местную футбольную команду, однако в конечном счёте сделал выбор в пользу гребли. Активно заниматься греблей на каноэ начал в возрасте тринадцати лет, проходил подготовку в Сегедской ассоциации водных видов спорта. В 1984 году поступил на службу в армию и переехал в Будапешт, где в течение многих лет выступал за столичный гребной клуб «Будапешт Хонвед».
Первого серьёзного успеха на взрослом международном уровне добился в 1987 году, когда попал в основной состав венгерской национальной сборной и побывал на чемпионате мира в немецком Дуйсбурге, откуда привёз награду серебряного достоинства, выигранную в зачёте одиночных каноэ на дистанции 10000 метров. Два года спустя на мировом первенстве в болгарском Пловдиве повторил это достижение, ещё через год на аналогичных соревнованиях в польской Познани дважды поднимался на пьедестал почёта, в том числе одержал победу в своей коронной десятикилометровой дисциплине одиночек и получил серебро в гонке каноэ-четвёрок на дистанции 500 метров.
В 1991 году на чемпионате мира в Париже Бохач снова стал чемпионом в одиночках на десяти километрах. В сезоне 1993 года на мировом первенстве в Копенгагене победил сразу в двух дисциплинах: в программе одиночных каноэ на десяти тысячах метрах и в программе четырёхместных каноэ на одной тысяче метрах. Стал, таким образом, четырёхкратным чемпионом мира по гребле на байдарках и каноэ.
Помимо участия в соревнованиях по спринтерской гребле, Жольт Бохач также регулярно принимал участие в марафонских регатах. Является чемпионом мира по марафонской гребле в каноэ-двойках (1994), дважды серебряный призёр мировых первенств в этой дисциплине (1992, 1996).
Имеет высшее образование, в период 1992—1997 годов учился на юридическом факультете Университета Сегеда. Завершив карьеру профессионального спортсмена, начиная с 1997 года работал практикующим юристом, специализировался на уголовном, гражданском и семейном законодательстве. В 2009 году вступил в Фидес — Венгерский гражданский союз, от этой партии участвовал в парламентских выборах 2010 года, после чего оставался членом парламента вплоть до 2014 года. Женат, есть дочь.